# Atri (Hinduismus)
Atri (Sanskrit: अत्रि Atri m.) ist einer der sieben Rishis (सप्तर्षि saptarṣi 'Sapta Rishi'), ein mythischer Weiser des Hinduismus. Er gilt als Autor mehrerer vedischer Hymnen.

## Mythos
Atri wird in einigen Quellen als geistgeborener Sohn von Brahma bezeichnet. Von seiner Frau Anusaya hatte er einen Sohn, den Durvasas. Nach den Puranas zählen auch Dattatreya und der Mondgott Soma zu seinen Söhnen. Das Epos Ramayana erzählt eine Episode, in der Rama und Sita den Einsiedler Atri besuchen.
Im Rigveda wird Atri mehrmals erwähnt. So befreite er die von Svarbhanu versteckte Sonne. In Not geraten wird er von den Ashvins mehrmals gerettet.
Atri heißt ferner einer der sieben Sterne des Großen Bären.